# Кобб (Каліфорнія)
Кобб (англ. Cobb) — переписна місцевість (CDP) в США, в окрузі Лейк штату Каліфорнія. Населення — 1295 осіб (2020).

## Географія
Кобб розташований за координатами 38°50′7″ пн. ш. 122°43′21″ зх. д. / 38.83528° пн. ш. 122.72250° зх. д. (38.835329, -122.722435).  За даними Бюро перепису населення США в 2010 році переписна місцевість мала площу 12,92 км², з яких 12,90 км² — суходіл та 0,02 км² — водойми.

### Клімат
Громада знаходиться у зоні, котра характеризується середземноморським кліматом. Найтепліший місяць — липень із середньою температурою 21.3 °C (70.4 °F). Найхолодніший місяць — грудень, із середньою температурою 3.9 °С (39.1 °F).
| Клімат Кобба            | Клімат Кобба | Клімат Кобба | Клімат Кобба | Клімат Кобба | Клімат Кобба | Клімат Кобба | Клімат Кобба | Клімат Кобба | Клімат Кобба | Клімат Кобба | Клімат Кобба | Клімат Кобба | Клімат Кобба |
| Показник                | Січ.         | Лют.         | Бер.         | Квіт.        | Трав.        | Черв.        | Лип.         | Серп.        | Вер.         | Жовт.        | Лист.        | Груд.        | Рік          |
| Абсолютний максимум, °C | 12,7         | 16,7         | 18,7         | 21,6         | 24,6         | 28,3         | 31,9         | 31,4         | 29,2         | 26,2         | 18,9         | 13,2         | 31,9         |
| Середній максимум, °C   | 8,9          | 11,4         | 13,4         | 16,7         | 20,7         | 25,4         | 29,2         | 29,3         | 26,3         | 21,2         | 13,3         | 8,8          | 18,7         |
| Середня температура, °C | 4            | 5,6          | 7,2          | 10           | 13,7         | 17,9         | 21,3         | 21,3         | 18,5         | 13,7         | 7,4          | 3,9          | 12,1         |
| Середній мінімум, °C    | −0,9         | −0,3         | 0,9          | 3,2          | 6,7          | 10,3         | 13,4         | 13,3         | 10,7         | 6,2          | 1,4          | −1           | 5,3          |
| Абсолютний мінімум, °C  | −3,7         | −3,5         | −2,3         | −0,9         | 3,1          | 7,7          | 9,7          | 9,9          | 7,7          | 3            | −1,1         | −4,7         | −4,7         |
| Норма опадів, мм        | 162          | 155          | 148          | 76           | 45           | 21           | 7            | 5            | 24           | 56           | 113          | 118          | 929          |
| Днів з опадами          | 11           | 9            | 9            | 7            | 3            | 1            | 0            | 1            | 1            | 4            | 8            | 10           | 64           |
| ----------------------- | ------------ | ------------ | ------------ | ------------ | ------------ | ------------ | ------------ | ------------ | ------------ | ------------ | ------------ | ------------ | ------------ |
| Джерело: Weatherbase    |              |              |              |              |              |              |              |              |              |              |              |              |              |

## Демографія
Згідно з переписом 2010 року, у переписній місцевості мешкало 1778 осіб у 789 домогосподарствах у складі 526 родин. Густота населення становила 138 осіб/км².  Було 1064 помешкання (82/км²).
Расовий склад населення:
| - 91,4 % — білих - 1,7 % — корінних американців - 0,8 % — чорних або афроамериканців - 0,7 % — азіатів - 0,1 % — вихідців з тихоокеанських островів - 1,5 % — осіб інших рас |

До двох чи більше рас належало 3,8 %. Частка іспаномовних становила 6,4 % від усіх жителів.
За віковим діапазоном населення розподілялося таким чином: 17,2 % — особи молодші 18 років, 67,8 % — особи у віці 18—64 років, 15,0 % — особи у віці 65 років та старші. Медіана віку мешканця становила 50,1 року. На 100 осіб жіночої статі у переписній місцевості припадало 105,1 чоловіків;  на 100 жінок у віці від 18 років та старших — 106,9 чоловіків також старших 18 років.
Середній дохід на одне домашнє господарство  становив 76 069 доларів США (медіана — 80 545), а середній дохід на одну сім'ю — 79 075 доларів (медіана — 81 506). За межею бідності перебувало 17,3 % осіб, у тому числі 33,7 % дітей у віці до 18 років та 0,0 % осіб у віці 65 років та старших.
Цивільне працевлаштоване населення становило 420 осіб. Основні галузі зайнятості: освіта, охорона здоров'я та соціальна допомога — 36,2 %, транспорт — 16,9 %, роздрібна торгівля — 12,1 %, науковці, спеціалісти, менеджери — 11,9 %.